# This Is Heavy Metal
A This is Heavy Metal a Lordi nevű finn hard rock 2010-ben kiadott kislemeze. A kislemez a zenekar ötödik stúdióalbumának, a Babez for Breakfast-nek az első kislemezdala. A dalhoz videóklip is készült, melyben a zenekar egy óriási, tüskés diszkógömbben játssza a dalt. A dalra zombik gyűlnek a diszkógömb köré. A gitárszóló közben a diszkógömb erős fénnyel szertefoszlik, a zenekar pedig immáron szemtől szembe játssza a dalt a zombikkal.

## Közreműködött
- Mr. Lordi: ének
- Amen: gitár
- Kita: dobok
- Awa: billentyű
- Ox: basszusgitár

## Külső hivatkozások
- http://www.lordi.fi